# حصار (شازند)
حصار، بزرگترین روستا از توابع بخش زالیان شهرستان شازند در استان مرکزی ایران است. 

## حصار
این روستا در دهستان پل دوآب قرار دارد و براساس سرشماری عمومی نفوس و مسکن ایران سرشماری مرکز آمار ایران در سال ۱۳۸۵، جمعیت آن ۲٬۷۲۵ نفر (۷۳۳ خانوار) بوده‌است.این روستا پرجمعیت ترین و بزرگترین روستای بخش زالیان است